# Danbury (New Hampshire)
Pour les articles homonymes, voir Danbury.
Danbury est une municipalité américaine située dans le comté de Merrimack au New Hampshire. Selon le recensement de 2010, sa population est de 1 164 habitants.

## Géographie
La municipalité s'étend sur 37,61 milles carrés (97,41 km2), dont 0,31 milles carrés (0,8 km2) d'étendues d'eau.

## Histoire
Danbury devient une municipalité indépendante d'Alexandria en 1795. Elle doit son nom à Danbury dans le Connecticut, d'où était originaire l'un de ses habitants.